# Болезнь итай-итай
Боле́знь ита́й-ита́й (яп. 痛い痛い病 или イタイイタイ病 итай-итай бё: — «болезнь „ой-ой больно“», названа так из-за очень сильных, нестерпимых болей) — хроническая интоксикация солями кадмия, которая впервые была отмечена в 1950 году в японской префектуре Тояма. Хроническая интоксикация солями кадмия приводила не только к нестерпимым болям в суставах и позвоночнике, но и к остеомаляции и почечной недостаточности, которая часто заканчивалась смертью больных.

## Причина
Заболевание было вызвано отравлением кадмием из-за добычи полезных ископаемых в префектуре Тояма. Самые ранние сведения о добыче золота в районе датируются 710 г. н. э. Регулярная добыча серебра началась в 1589 году, и вскоре после этого началась добыча свинца, меди и цинка. Увеличение спроса на сырьё во время русско-японской войны, а затем и первой мировой, а также новые европейские технологии горнодобычи увеличили выход руды и сделали рудники Камиоки в Тояме одними из крупнейших в мире. Увеличение производства руды произошло также в период между мировыми войнами.
Начиная с 1910 года и вплоть до 1945 значительно увеличилась добыча кадмиевых руд, и поэтому самые первые упоминания о данном заболевании появились около 1912 года. Добыча полезных ископаемых, контролируемая горно-металлургической компанией «Мицуи», ещё больше увеличилась к началу Второй мировой войны, чтобы удовлетворить потребности военной промышленности. Впоследствии это привело к ещё большему загрязнению солями тяжёлых металлов, прежде всего, кадмия, реки Дзиндзу и её притоков. Воды реки Дзиндзу использовались в основном для орошения рисовых полей и хозяйственных нужд. На реке и её притоках также было развито рыболовство.
Длительное потребление в пищу риса с орошаемых Дзиндзу полей и рыбы, выловленной в реке, привело к накоплению в организме жителей префектуры Тояма солей тяжёлых металлов (прежде всего кадмия).
Вплоть до 1946 года причину странной болезни жителей префектуры объяснить не могли и относили её или к какой-то природно-очаговой болезни или к неизвестной бактериальной инфекции.
Поиски причин странной болезни были начаты медиками в 1940—50 годы. Первоначально в качестве причины заболевания называли отравление свинцом, так как в 30 км вверх по течению находилась свинцово-рудная шахта. Только в 1955 году доктор Хагино с коллегами предположил, что странная болезнь может быть вызвана хроническим отравлением солями кадмия. В 1961 году префектура Тояма провела расследование, которое возложило всю ответственность за загрязнение окружающей среды и отравление жителей префектуры солями кадмия и других тяжёлых металлов на компанию «Мицуи».
В 1968 году Министерство здравоохранения и социального обеспечения Японии выступило с заявлением о симптомах болезни, вызванной отравлением солями кадмия.
Сокращение уровня содержания солей кадмия в водах реки Дзиндзу привело к сокращению числа новых жертв болезни. Новых случаев заболевания не было зарегистрировано с 1946 года. Хотя основная часть заболевших болезнью итай-итай были жителями префектуры Тояма, правительством Японии пострадавшие также были зарегистрированы и в пяти соседних префектурах.

## Симптомы
Одним из основных симптомов отравления солями кадмия является остеомаляция — очень сильная боль в костях, суставах и позвоночнике, гипотония и гипотрофия мышц, патологические переломы и деформации костей. Также у больных появляется кашель и анемия. Самым грозным осложнением является почечная недостаточность, которая приводит к смерти больного.
Впервые болезнь итай-итай была воспроизведена на животных (белые крысы) в эксперименте в 1986 году в Москве в Центральном институте усовершенствования врачей. Недавние исследования на животных показали, что отравления солями кадмия самого по себе недостаточно, чтобы вызвать все симптомы заболевания. Эти же исследования показали, что ключевую роль в развитии почечной недостаточности играет повреждение митохондрий почечных клеток.

## Судебные иски
В 1968 году в суд префектуры Тояма были поданы 29 исков (9 исков от самих пострадавших и 20 от членов семей пострадавших) на ООО «Горно-металлургическая компания „Мицуи“». В июне 1971 года суд первой инстанции признал компанию виновной. Впоследствии она обжаловала это решение в окружном суде в Канадзаве, но в августе 1972 года апелляция была отклонена. Компания «Мицуи» согласилась оплатить медицинское обслуживание пострадавшим, финансировать мониторинг состояния почвы и вод в префектуре Тояма, а также выплатить компенсации жертвам заболевания.
Лицо считается больным болезнью итай-итай, если он или она проживали в загрязнённых районах, у больного имеется патология почек, остеомаляция, которые, однако, не связаны с заболеваниями сердца. С 1964 года больными были признаны 184 человека, из которых 54 — в период с 1980 по 2000 год. 388 человек были определены в качестве потенциальных жертв хронической интоксикации солями кадмия, которые официально ещё не были изучены. По состоянию на 1993 год 15 жертв болезни итай-итай ещё были живы.

## Экономический ущерб
Солями кадмия на территории Японии были загрязнены многие сельскохозяйственные районы. Загрязнению солями других тяжёлых металлов были подвергнуты многие районы Японии. Следствием этого явилось принятие в 1970 году Парламентом Японии «Закона о предупреждении загрязнения почв сельскохозяйственного назначения». Согласно этому закону в районах, где загрязнение почвы превышает ПДК, данные почвы выводятся из сельскохозяйственного оборота и подлежат рекультивации.
К 1977 году подлежали рекультивации 1500 га сельскохозяйственных угодий по берегам реки Дзиндзу. По состоянию на 1992 год оставались загрязнёнными только 400 га почвы.